# هوشميل
هوشميل (بالإنجليزية: Hushmail)‏ هي خدمة بريد إلكتروني، توفر خدمة البريد الإلكتروني المشفر باستخدام بي جي بي. يستخدم هوشميل معايير بي جي بي. إذا كانت مفاتيح التعمية العامة متاحة للمرسل والمستقبل (سواء كان كليهما مستخدمين هوشميل أو قاما بتحميل مفاتيح بي جي بي إلى خادم مفاتيح هوشميل)، يمكن لهوشميل نقل الرسائل المصادق عليها والمشفرة في الاتجاهين. بالنسبة للمستلمين الذين لا تتوفر لديهم مفتاح تشفير عام، يسمح هوشميل بتشفير الرسالة بواسطة كلمة مرور (مع تلميح لكلمة المرور) وتخزينها ليتم استلامها من قبل المستلم، أو يمكن إرسال الرسالة بنص واضح. في يوليو 2016، أطلقت الشركة تطبيقًا لنظام التشغيل آي أو إس يوفر التشفير من طرف إلى طرف والتكامل الكامل مع إعدادات البريد الإلكتروني على الويب. تقع الشركة في فانكوفر، كولومبيا البريطانية، كندا.

## التاريخ
تأسست هوشميل على يد Cliff Baltzley في عام 1999 بعد مغادرته Ultimate Privacy.

## الحسابات

### شخصي
هناك نوع واحد من الحسابات المدفوعة في هوشميل وهو "هوشميل بريميوم" والذي يوفر 10 جيجابايت من التخزين، بالإضافة إلى خدمات بروتوكول الوصول إلى رسائل الإنترنت وبروتوكول مكتب البريد 3 ‏. يوفر هوشميل فترة تجريبية مجانية لمدة أسبوعين لهذا النوع من الحساب.

### أعمال
يوفر الحساب القياسي للأعمال نفس الميزات المتاحة في الحساب المدفوع للأفراد، بالإضافة إلى ميزات أخرى مثل النطاق مخصص، إعادة توجيه البريد الإلكتروني، استقبال البريد الإلكتروني من كل المرسلين وإدارة المستخدمين. كما تتوفر خطط أعمال قياسية تتضمن أرشفة البريد الإلكتروني. ويمكن العثور على ميزات مثل النماذج الآمنة وأرشفة البريد الإلكتروني في خطط صناعات الرعاية الصحية والقانونية الخاصة.
تشمل الميزات الإضافية للأمان عدم ظهور عنوان IP في رؤوس البريد الإلكتروني، التحقق من الخطوتين والتعمية المتوافق مع HIPAA.